# 三界寺 (世田谷区)
三界寺（さんがいじ）は、東京都世田谷区にある日蓮誠宗の寺院。

## 歴史
1952年（昭和27年）、高橋玄覚によって開山された。
高橋玄覚は安国論寺で得度した日蓮宗の僧侶であり、当寺も当初は日蓮宗であったが、半年後に日蓮宗から分離し、新たに「日蓮誠宗（にちれんまことしゅう）」を開宗した。
その後、各地に日蓮誠宗の寺院を創設し、小規模ながら一宗派の本山としての寺容を整えるようになり、現在に至っている。

## 日蓮誠宗
当寺別院（赤堤2-11-11）が日蓮誠宗（にちれんせいしゅう、にちれんまことしゅう）の宗務院（本部）となっており、事実上当寺が本山となっている。当寺の他に、縁覚寺、蓮経寺、蓮華寺、妙蓮寺の4か寺がある。
開宗年は1952年（昭和27年）であるが、宗教法人法上の宗教法人になったのは2003年（平成15年）である。新宗教団の年月であり、創価学会批判をする。

## 交通アクセス
- 東急世田谷線松原駅より徒歩4分。